# Culoarul Siretului
Culoarul Siretului este un culoar de vale situat în Podișul Moldovei, România. Unitate morfologică și hidrografică, se suprapune văii și versanților râului Siret de la intrarea sa în România pe la Vășcăuți și până la ieșirea sa în spațiul Câmpiei Siretului. 

## Caractere generale
Din punct de vedere funcțional este o regiune anizotropă care se desfășoară alungit și care, prezintă centre de polarizare dispuse axial. Pentru arealul din care face parte, are rolul de axă de gravitație regională majoră din mai multe motive: 
- confluențe cu mai multe râuri majore (Moldova, Bistrița, Trotuș, Bârlad) și înșeuări (Bucecea, Ruginoasa) – cu rol de conexiune cu regiunile învecinate
- dezvoltare largă a luncii și  un număr semnificativ de terase (8), ceea ce a permis o antropizare accentuată și o localizarea amplă a căilor de comunicație.

Dacă partea nordică împarte aproape median Podișul Sucevei – fiind o subunitate a acestuia, în aval de confluența cu Moldova porțiunea sudică include terminațiile estice ale Subcarpaților Moldovei și versanții vestici ai Podișului Bârladului – fiind o subunitate de rang superior a Podișului Moldovei, căreia îi și aparține geologic.

## În Podișul Sucevei
În această subunitate este mărginit la est de către Culmea Siretului:formată de la nord-vest spre sud-est din Dealul Bour, Șaua Bucecii, Dealul Mare (Hârlău) și Șaua Ruginoasa, iar la vest de către Podișul Dragomirnei în partea de nord și Podișul Fălticenilor spre sud.
Cu orientare generală nord-vest – sud-est și o evoluție avansată care tinde să-i dea un caracter de depresiune-culoar, culoarul are o lungime de peste 100 km, are o lărgime de 10 - 13 km în zonele de confluență cu Suceava și Moldova și în rest de 4 – 6 km. Este adâncit cu peste 150 m în Podișul Sucevei, fiind dominat de podișurile vecine prin versanți povârniți, iar profilul sau transversal este relativ simetric.
Tot la acest nivel, lunca sa  (de 2 – 4 km lățime și cu 3 trepte –la 2 m, 4 m, respectiv la 6 – 8 m) are caracteristicile unei câmpii de acumulare. Albia Siretului este aici despletită și cu meandre, cu sectoare cu exces de umiditate și cursuri părăsite numeroase.
Terasele care încadrează lunca au 7 – 8 trepte, o extindere deosebită având cea de 10 – 15 m.  Până la altitudinea de 60 – 70 m terasele sunt acoperite de depozite groase de luturi loessoide. Cea mai înaltă are altitudinea relativă de 200 – 210 m. În zonele de confluență cu râurile Suceava și Moldova sunt caracteristice terase de confluență (gruiuri aluvionare), care s-au format datorită mutării în aval pe distanțe de zeci de kilometri a confluențelor.
Orașele care se găsesc aici sunt Siret (veche capitală a Moldovei), Bucecea și Dolhasca (nod feroviar). Așezările rurale sunt dispuse pe terase.

## Dezvoltarea spre sud
Este în contact cu Subcarpații Moldovei (de la nord spre sud subunitățile Dealul Runc, Dealul Bărboiu și Culmea Pietricica Bacăului) spre est și cu Podișul Bârladului (subunitățile Podișul Central Moldovenesc la nord și Colinele Tutovei la sud) spre vest.
Spre diferență de zona Podișului Sucevei, aici datorită atât a continuei împingeri a Siretului spre est de către Moldova, Bistrița și Trotuș (afluenți viguroși), cât și a mișcărilor tectonice ascensionale mai rapide a Subcarpaților în raport cu Podișul Bârladului, profilul său transversal este asimetric. Versantul de pe dreapta este prelung, în pantă mică și terasat , iar cel de pe stânga scurt, în pantă mare și de obicei fără terase . Frecvent terasele de pe malul drept (în număr de 8 semnalate între Bacău și Roman: T1, 3 – 4 m; T2, 5 – 7 m; T3, 10 – 20 m; T4, 35 – 40 m; T5, 50 – 60 m; T6, 130 – 140 m; T7, 160 – 170 m; T8, 200 – 210 m) sunt uniformizate datorită acumulărilor coluvio – proluviale (mai ales între Bacău și Adjud).

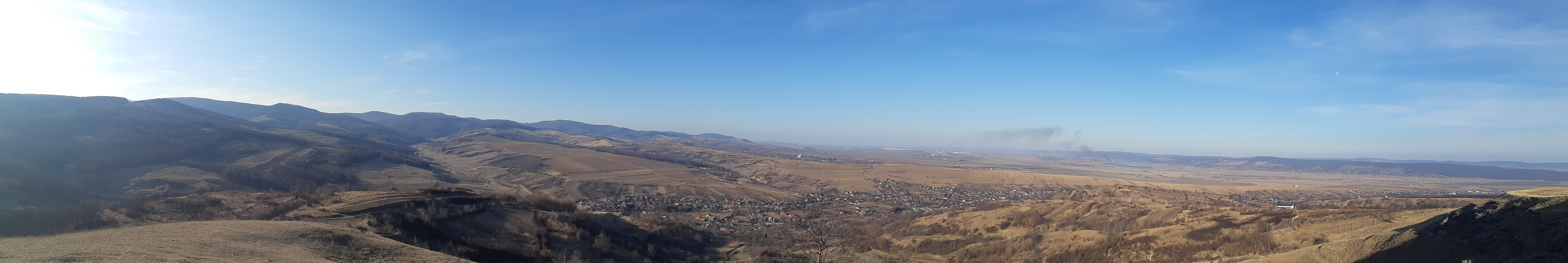
Panoramă de la vest la sud-est din vârful dealului Pătul dintre Somușca și Cleja, Bacău. De la stânga la dreapta: Culmea Pietricica, podișul piemontan de la poalele acesteia, Culoarul Siretului, relieful de cuestă al Colinelor Tutovei. În prim-plan comuna Cleja, în planul mijlociu comuna Faraoani și în plan îndepăratat Bacăul.

## Climă
În zona nordică – la nivelul Podișului Sucevei, climatul este mai răcoros și mai umed.
În zona sudică climatul – temperat-continental, este caracterizat de veri fierbinți și secetoase (excepție luna iunie), iar precipitațiile sunt în general în cantități moderate. Iarna bate Crivățul, iar stratul de zăpadă persistă în medie între 1 decembrie și 15 martie. Frecvent, în sezonul rece se produc inversiuni termice. Direcțiile dominante ale vântului sunt nord – sud, respectiv nord-vest – sud-est în zonele principalelor confluențe. Secundar vânturile bat sud – nord pe axa văii și sud-est – nord-vest la nivelul confluențelor (exemplu: Bacău).